# Carex emmae
Carex emmae là một loài thực vật có hoa trong họ Cói. Loài này được L.Gross mô tả khoa học đầu tiên năm 1906.